# Plébánia
A plébánia a köznapi nyelvhasználatban (és a régebbi egyházjogi értelmezésben) a római katolikus egyháznak, közelebbről az egyházmegyének igazgatási egysége, amelyhez az adott területen élő hívek tartoznak, élén a hívek szolgálatára és vezetésére kijelölt pappal, azaz a plébánossal (vagy ritkábban: papi közösséggel).
Az újabb egyházjogi meghatározás szerint:
„A plébánia (latinul: parochia) a krisztushívőknek a részegyházon belül tartós jelleggel megalapított közössége, melynek lelkipásztori gondozását a megyéspüspök felügyelete alatt a plébánosra bízzák, aki ennek saját pásztora.”
Az újabb egyházjogi értelmezés szerint tehát a plébánia meghatározásában, bár van területi vonatkozása, nem a területi egységen van a hangsúly, hanem a közösségen.
Minden hívő ahhoz a plébániához tartozik, ahol a(z állandó) lakhelye van.
Kis számban ugyan, de vannak úgynevezett személyi plébániák, amelyek nem valamely területhez kapcsolódnak, hanem bizonyos rítusú, nyelvű, nemzetiségű vagy más szempont alapján meghatározott hívők közösségét fogják össze.
Plébánia alapítása, módosítása vagy megszüntetése a megyés püspök jogkörébe tartozik, akinek joga a plébános kinevezése.
A plébános kötelessége többek között a plébániai anyakönyvek (születési, házassági, halotti anyakönyvek) vezetése és őrzése, a plébániai levéltár gondozása.
A püspök – a szükségletek és lehetőségek szerint – a plébános segítségére rendelhet más papi személyt, kisegítő, illetve helyettesítési feladattal. A magyar katolikus nyelvhasználatban az ilyen feladatot betöltő papi személy a káplán.
Egyházközség: a 20. századi egyházjog egyházközségnek nevezte egy-egy plébánia vagy plébániarész összes híveinek jogilag szervezett csoportosulását, gyakorlatilag az adott plébánia vagy plébániarész híveinek összességét. A mai egyházjog nem tesz különbséget plébánia és  egyházközség között.
A plébános munkáját segíti a hívek köréből megválasztott egyházközségi képviselő-testület, ezen belül lelkipásztori munkában az úgynevezett plébániai pasztorális tanács (létrehozása nem kötelező), a gazdasági kérdésekben pedig a kötelezően megalakítandó plébániai gazdasági tanács.
A görög bizánci katolikus egyházban (görögkatolikusok) a plébánia megfelelője a parókia. Az egyházmegyén (eparchia) belüli közösség gondozását fölszentelt pap, a parókus látja el. (Nyelvi érdekesség, hogy a protestáns lelkészi hivatalt, paplakot is parókiának hívják.)